# Арыжня
Ары́жня (бел. Арыжня) — деревня в составе Заволочицкого сельсовета Глусского района Могилёвской области Республики Беларусь.

## Население
- 2009 год — 3 человека